# Sursum Corda
Sursum corda („Empor die Herzen“) war der Titel eines 1874 eingeführten katholischen Diözesangesangbuchs des Bistums Paderborn, das 1975 vom Gesangbuch Gotteslob abgelöst wurde.

## Gesangbuch Sursum Corda
Das Paderborner Diözesangesangbuch wurde am 2. Juni 1874 durch Bischof Konrad Martin zur Benutzung in den Gemeinden empfohlen und sollte die bis dahin gebräuchlichen Gesangbücher ablösen. 1948 kam es zu einer Neuauflage, die bis zur Einführung des gemeinsamen Gebet- und Gesangbuches Gotteslob 1974 verwendet wurde. Das erste zugehörige Orgelbuch  wurde von Wilhelm Schrage 1877 herausgegeben. Eine überarbeitete Auflage des Orgelbuchs wurde 1904 vom damaligen Domvikar und Domorganisten Johannes Cordes geschaffen. Das Orgelbuch zur Ausgabe von 1948 schuf Theodor Pröpper.

### Aufbau bis 1948
- selbständige deutsche Lieder
- nummerierte Andachten
- Litaneien
- Einheitslieder (als Anhang)

### Aufbau ab 1948
- Messfeiern während des Jahres
- Vesper und Komplet
- Andachten
- Litaneien und Wechselgebete
- Gebete
- die heiligen Sakramente
- Psalmen
- deutsche Lieder (einschließlich Einheitslieder für alle Bistümer)
- lateinische Gesänge